# Astragalus crassicarpus
Astragalus crassicarpus är en ärtväxtart som beskrevs av Thomas Nuttall. Astragalus crassicarpus ingår i släktet vedlar, och familjen ärtväxter.

## Underarter
Arten delas in i följande underarter:
- A. c. berlandieri
- A. c. cavus
- A. c. crassicarpus

## Bildgalleri

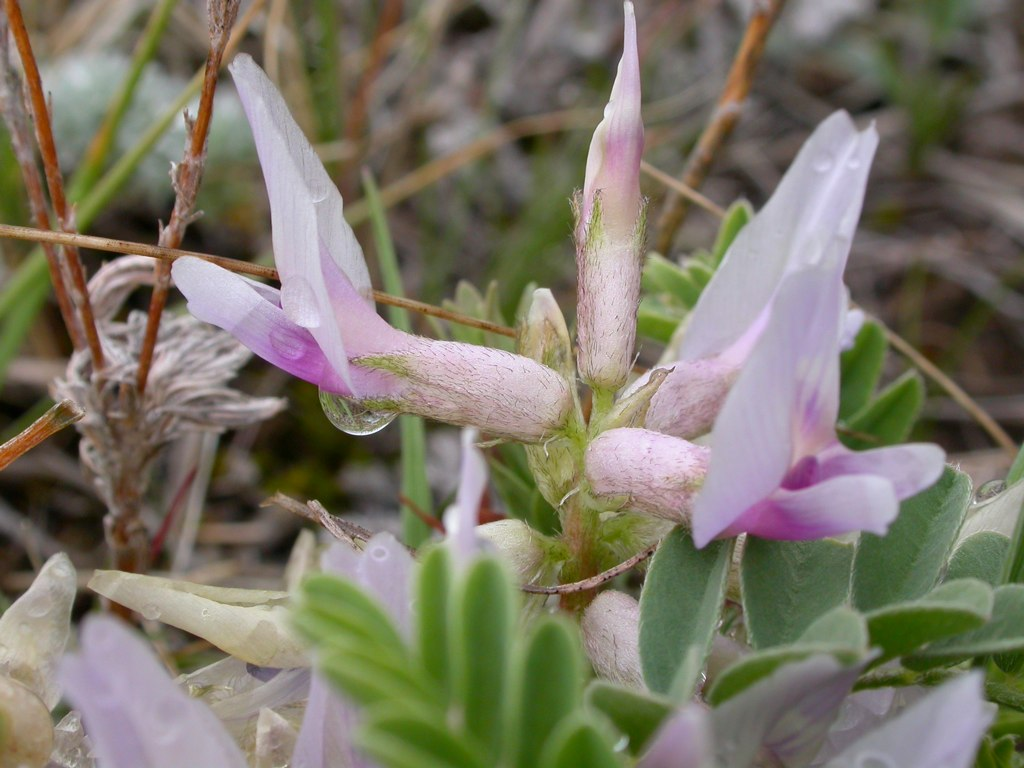
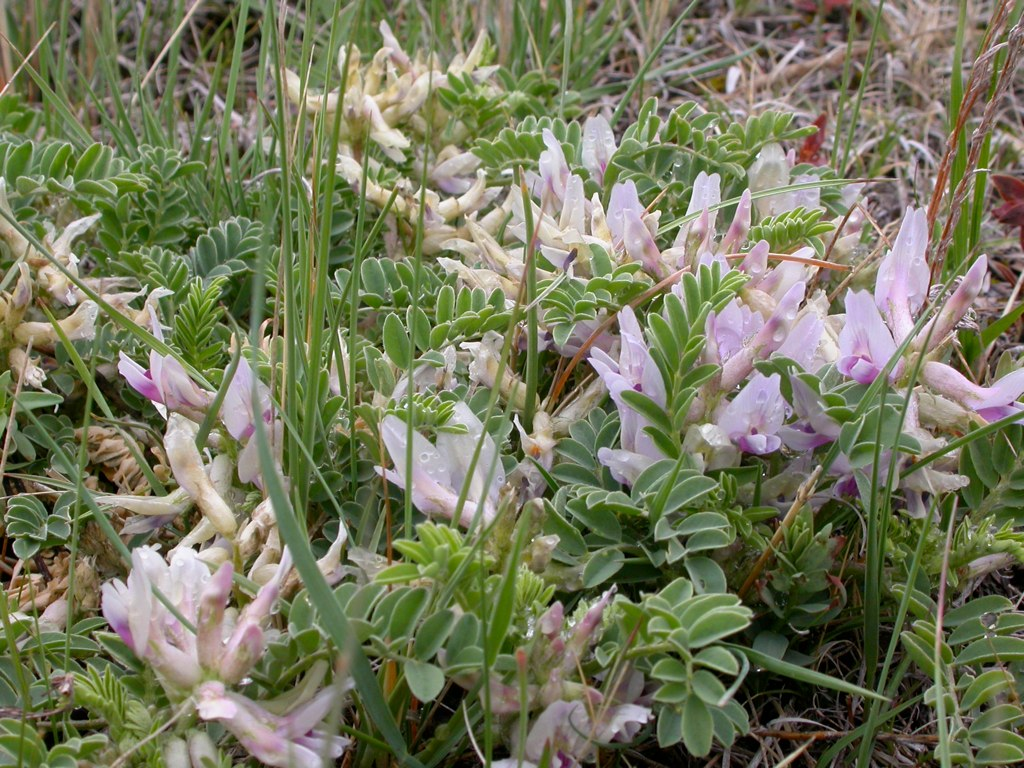
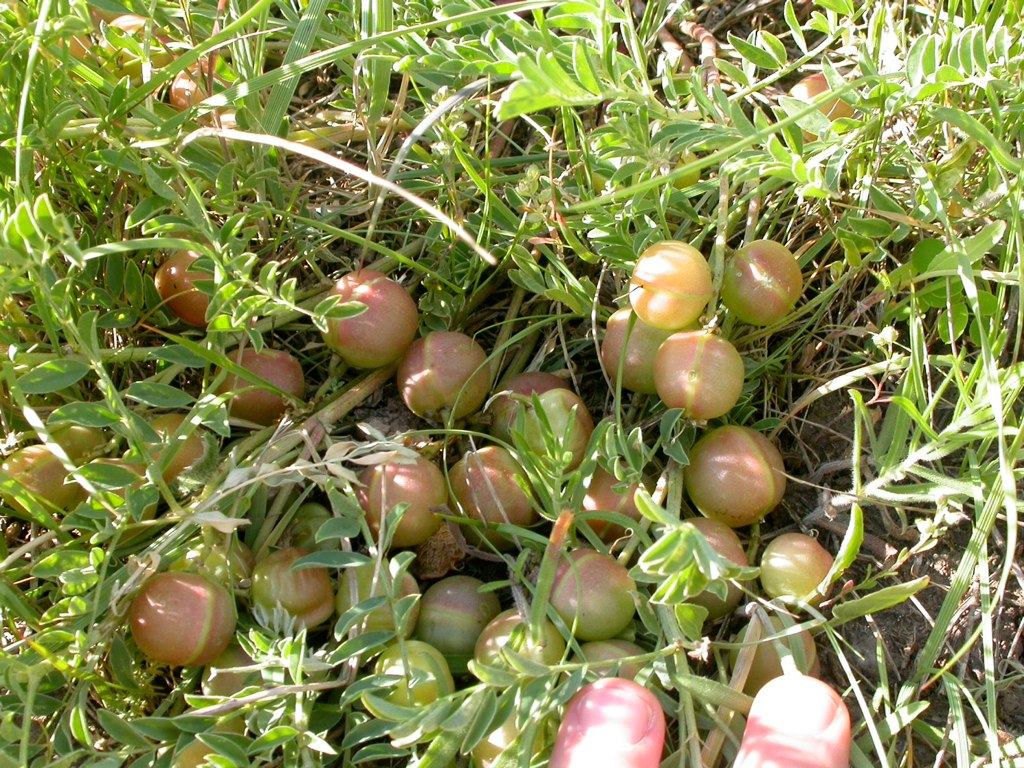
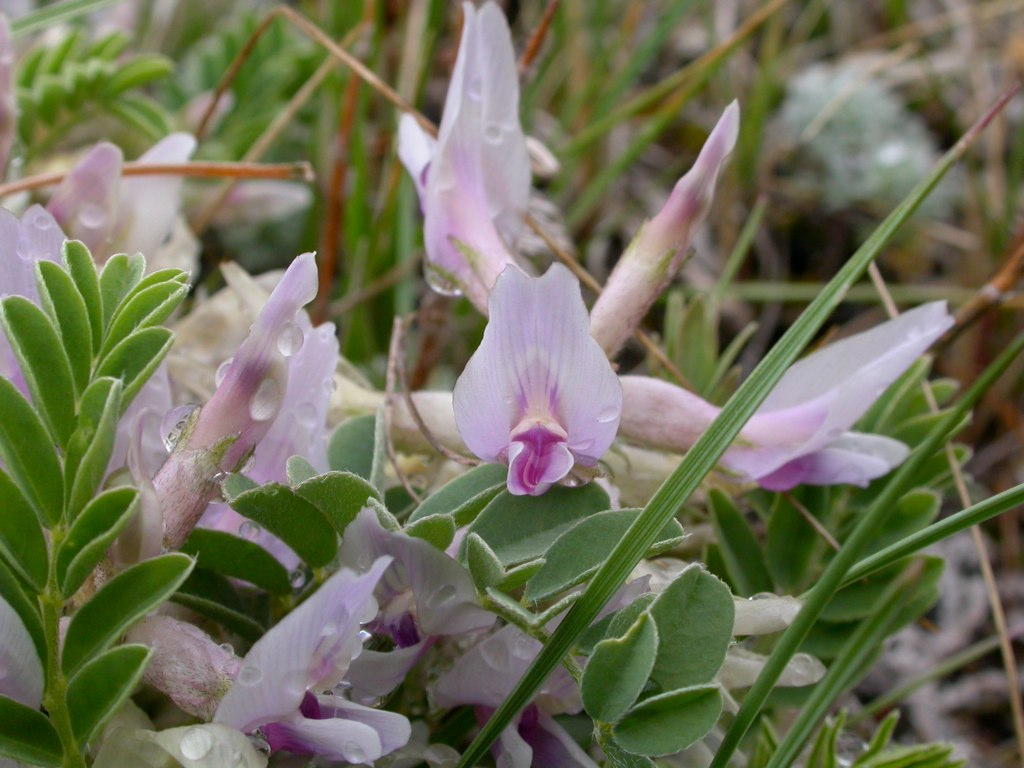